# Берсенев, Иван Николаевич
Ива́н Никола́евич Берсе́нев (настоящая фамилия — Павли́щев; 11 (23) апреля 1889, Москва — 25 декабря 1951, там же) — русский и советский актёр, театральный режиссёр, педагог. Народный артист СССР (1948).

## Биография
Иван Николаевич Павлищев родился в Москве, в семье управляющего торговой фирмой.
Детство и юность прошли в Киеве. Среднее образование получил в Киевской 1-й гимназии, которую окончил в 1905 году. Увлёкся театром ещё будучи гимназистом. В восьмом классе гимназии поступил в драматическую школу Е. А. Лепковского и начал играть в любительских спектаклях, ездил с группой молодых актёров на гастроли в Бердичев и Житомир. Так как гимназистам запрещалось выступать на сцене, взял артистический псевдоним Берсенев.
В 1905—1908 годах учился в Киевском университете. Участвовал в любительских спектаклях в народном доме. В пьесе «Рабочая слободка» Е. П. Карпова играл роль Фёдора Ластовкина. В этой роли его увидел И. Э. Дуван-Торцов, антрепренёр Театра «Соловцов», который и пригласил его в свою труппу.
В 1907—1910 годах — актёр Театра «Соловцов», где работал под руководством К. А. Марджанишвили. Дебютировал на сцене в роли Родэ в пьесе А. П. Чехова «Три сестры». В театральном сезоне 1908—1909 вместе с К. А. Марджанишвили перешёл в антрепризу М. Багрова в Одессе, затем вернулся в Киев.
В 1911—1923 годах — актёр Московского Художественного театра (МХТ), за это время сыграл около 20 ролей. В кинематографе дебютировал в 1913 году.
В 1919 году, гастролируя с театром в Харькове, группа во главе с В. И. Качаловым оказалась отрезанной от Москвы событиями Гражданской войны. Начались гастрольные странствия сначала по югу России (Крым, Одесса, Ростов, Екатеринодар, Поти, Тифлис, Батум), затем за рубежом (Константинополь, София, Белград, Загреб, Вена, Прага, Братислава, снова Вена, Берлин и другие). В мае 1922 года группа вернулась в Москву.
В 1922—1936 годах — актёр (в 1928—1933 гг. — заместитель директора, в 1933—1936 гг. — директор и художественный руководитель) 1-й Студии МХТ (с 1924 года — МХАТ 2-й).
В качестве режиссёра дебютировал в 1925 году, поставив пьесу Н. А. Венкстерн «В 1825 году» (совместно с Б. М. Сушкевичем)
После закрытия в 1936 году МХАТа 2-го — актёр и режиссёр Театра имени МОСПС (с 1938 года — Театр имени Моссовета).
С января 1938 по декабрь 1951 года — актёр и художественный руководитель (в 1949—1951 годах — главный режиссёр) Театра им. Ленинского комсомола (ныне «Ленком»).
Преподавал актёрское мастерство в театральном училище при МХАТе 2-м. В 1937—1951 годах преподавал в ГИТИСе им. А. В. Луначарского (с 1939 года — профессор по кафедре режиссуры).
Член ВКП(б) с 1947 года.
В Москве жил в доме № 12 в Брюсовом переулке и доме № 5/7 в Камергерском переулке.

Могила Берсенева на Новодевичьем кладбище Москвы.

Умер 25 декабря 1951 года в Москве. Похоронен на Новодевичьем кладбище (участок № 2) (скульптор памятника — Е. Янсон-Манизер).

### Семья
Был женат на актрисе Софье Владимировне Гиацинтовой.
Последние два года жизни, официально не оформляя развод, жил в гражданском браке с балериной Галиной Сергеевной Улановой.

## Звания и награды
- Заслуженный артист Республики (1928)
- Заслуженный деятель искусств РСФСР (10 апреля 1933)[11]
- Народный артист Узбекской ССР (1943)
- Народный артист РСФСР (31 июля 1945)
- Народный артист СССР (05.06.1948)[12]
- Орден Ленина (15.02.1948)[13]
- Орден Трудового Красного Знамени (1947)
- Орден «Знак Почёта» (01.04.1938) — за исполнение роли Карташёва в фильме «Великий гражданин»
- Орден Братства и единства I степени (СФРЮ,21 ноября 1946)
- Медаль «За оборону Москвы» (1945)
- Медаль «За доблестный труд в Великой Отечественной войне 1941—1945 гг.» (1945)
- Медаль «В память 800-летия Москвы» (1948)

## Творчество

### Роли в театре

#### Театр «Соловцов»
- 1907 — «Три сестры» А. П. Чехова — Родэ[7]
- «Пробуждение весны» Ф. Ведекинда — Мориц
- «Чёртушка» А. В. Амфитеатрова — Константин
- «Доходное место» А. Н. Островского — Жадов[3]
- «Бедность не порок» А. Н. Островского — Митя
- «Одинокие» Г. Гауптмана — Иоганнес
- «Макбет» У. Шекспира — Малькольм
- «Орлёнок» Э. Ростана — герцог Рейхштадтский
- «Дни нашей жизни» Л. Н. Андреева — Глуховцев
- «Дама с камелиями» А. Дюма (сына) — Арман
- «На всякого мудреца довольно простоты» А. Н. Островского — гусар Курчаев

#### МХАТ
- 1911 — «Живой труп» Л. Н. Толстого — Судебный следователь
- 1911 — «Гамлет» У. Шекспира — Фортинбрас
- 1912 — «Братья Карамазовы» по Ф. М. Достоевскому — Фетюкович
- 1912 — «Где тонко, там рвётся» И. С. Тургенева — Мухин
- 1912 — «Екатерина Ивановна» Л. Н. Андреева — Алёша
- 1913 — «Николай Ставрогин» по роману Бесы Ф. М. Достоевского, режиссёры В. И. Немирович-Данченко и В. В. Лужский — П. Верховенский
- 1914 — «Горе от ума» А. С. Грибоедова — Загорецкий
- 1914 — «Мысль человека» Л. Н. Андреева — Савёлов
- 1915 — «Пир во время чумы» А. С. Пушкина — молодой человек
- 1917 — «Вишнёвый сад» А. П. Чехова — Петя Трофимов
- 1918 — «На всякого мудреца довольно простоты» А. Н. Островского — Глумов

#### МХАТ 2-й
- 1923 — «Король Лир» У. Шекспира, режиссёр Б. М. Сушкевич — Эдгар
- 1923 — «Потоп» Г. Бергера — Бир
- 1924 — «Гамлет» У. Шекспира, режиссёры В. С. Смышляев, В. Н. Татаринов и А. И. Чебан — Лаэрт
- 1924 — «Расточитель» Н. С. Лескова, режиссёр Б. М. Сушкевич — Минутка
- 1925 — «Петербург» по роману А. Белого — Аблеухов-сын
- 1927 — «Смерть Иоанна Грозного» А. К. Толстого — Борис Годунов
- 1928 — «Закат» И. Э. Бабеля, режиссёр Б. М. Сушкевич — Беня Крик
- 1929 — «Человек, который смеётся» по В. Гюго, режиссёр Б. М. Сушкевич — Гуинплен
- 1929 — «Чудак» А. Н. Афиногенова — Горский
- 1930 — «Пётр I» по А. Н. Толстого, режиссёр Б. М. Сушкевич — Алексей
- 1931 — «Тень освободителя» по роману «Господа Головлёвы» М. Е. Салтыкова-Щедрина, режиссёр Б. М. Сушкевич — Иудушка Головлёв
- 1935 — «Мольба о жизни» Ж. Деваля — Пьер Массубр

#### Театр имени МОСПС
- 1936 — «Салют, Испания!» А. Н. Афиногенова — лётчик Хосе
- 1937 — «Каменный гость» А. С. Пушкина — Дон Гуан

#### Театр им. Ленинского Комсомола
- 1939 — «Нора» Г. Ибсена — Адвокат Гельмер
- 1940 — «Валенсианская вдова» Л. де Веги — Камилло
- 1942 — «Живой труп» Л. Н. Толстого — Протасов
- 1942 — «Фронт» А. Е. Корнейчука — Горлов
- 1943 — «Сирано де Бержерак» Э. Ростана — Сирано
- 1944 — «Так и будет» К. М. Симонова — Дмитрий Иванович Савельев
- 1944 — «Поединок» Братьев Тур и Л. Р. Шейнина — Зорин
- 1947 — «Русский вопрос» К. М. Симонова — Макферсон
- 1947 — «Губернатор провинции» Братьев Тур и Л. Р. Шейнина— Кузьмин Николай Иванович

### Постановки в театре

#### МХАТ 2-й
- 1925 — «В 1825 году» Н. А. Венкстерн (совм. с Б. М. Сушкевичем)
- 1929 — «Чудак» А. Н. Афиногенова (совместно с А. И. Чебаном)
- 1932 — «Униженные и оскорблённые» по Ф. М. Достоевскому (совместно с С. Г. Бирман)
- 1934 — «Часовщик и курица» И. А. Кочерги (совм. с С. Г. Бирман)
- 1935 — «Мольба о жизни» Ж. Деваля (совместно с Б. Н. Нордом)

#### Театр имени МОСПС
- 1936 — «Салют, Испания!» А. Н. Афиногенова
- 1938 — «Порт-Артур» Л. В. Никулина

#### Театр им. Ленинского Комсомола
- 1939 — «Миноносец Гневный» В. Кнехта (совм. с В. Р. Соловьёвым)
- 1939 — «Нора» Г. Ибсена (совм. с С. В. Гиацинтовой)
- 1939 — «Мой сын» Ш. Гергея и О. С. Литовского
- 1940 — «Валенсианская вдова» Л. де Веги (совм. с С. В. Гиацинтовой)
- 1940 — «Моль» Н. Ф. Погодина
- 1940 — «Парень из нашего города» К. М. Симонова (совм. с В. Р. Соловьёвым)
- 1942 — «Фронт» А. Е. Корнейчука
- 1943 — «Юность отцов» Б. Л. Горбатова
- 1944 — «Так и будет» К. М. Симонова
- 1944 — «Поединок» Братьев Тур и Л. Р. Шейнина
- 1946 — «Наш общий друг» Н. А. Венкстерн по одноимённому роману Ч. Диккенса
- 1946 — «За тех, кто в море» Б. А. Лавренёва
- 1947 — «Губернатор провинции» Братьев Тур и Л. Р. Шейнина
- 1948 — «Цель жизни» Братьев Тур (совм. с В. Д. Брагиным)
- 1948 — «Жаркое лето» Ф. Т. Кравченко
- 1949 — «Особняк в переулке» Братьев Тур

### Фильмография
- 1913 — Заря русской революции — роль
- 1914 — Дни нашей жизни — роль
- 1914 — Слёзы — роль
- 1914 — Соперник Зелимхана — Платов
- 1914 — Щели — роль
- 1915 — Екатерина Ивановна — Алексей
- 1916 — Грех — роль
- 1918 — Меч милосердия — Войте, сын графа
- 1918 — Цветы земли и неба — Алёша
- 1919 — Мать — Павел Власов
- 1921 — Последняя радость — поэт
- 1923 — Раскольников — роль
- 1939 — Великий гражданин — Карташёв
- 1946 — В горах Югославии — Иосип Броз Тито